# Table d'Amis
Table d'Amis is een restaurant in Kortrijk. De chef-kok is Matthieu Beudaert; zijn vrouw Sofie Delbeke is gastvrouw en sommelier.

## Geschiedenis
Beudaert studeerde af als kunsthistoricus en haalde zijn mastersdiploma in 2003. Hij volgde naast zijn studie kunstgeschiedenis ook vier jaar een kookopleiding. Met zijn vrouw Sofie Delbeke, maatschappelijk assistent en seksuologe van opleiding, bezocht hij restaurants in heel Europa om inspiratie op te doen. Delbeke volgde een sommelieropleiding.
Beudaert ging na zijn studie werken bij de Koninklijke Musea voor Schone Kunsten van België in Brussel en zette daar onder andere de nieuwe boekhandel op. In 2004 schreef hij zich, op aandringen van familie en vrienden, in voor de wedstrijd Hobbykok van het jaar, georganiseerd door het tijdschrift Knack; hij werd na enkele rondes tot hobbykok van dat jaar verkozen. Daarna begon hij in 2006 zijn eigen traiteurszaak in Zwevegem. In 2009 kocht het jonge echtpaar een herberg in Kortrijk en opende dat jaar hun restaurant. In februari 2015 verplaatsten zij hun restaurant naar het pand de Oude Dekenij in het centrum van Kortrijk.
In 2018 doekten zij hun gastronomische restaurant op om het om te vormen tot 'Bistro Beudaert'. Het moest een toegankelijker keuken worden met meer culinaire vrijheid.  In 2020 werd dit dan opnieuw omgevormd tot een Italiaanse Trattoria 'La Bicicletta'. 
Echter, in oktober 2021 besloot Beudaert om opnieuw de gastronomische toer op te gaan met Table d'Amis. 
Echtgenote Sofie opende op de bovenverdieping een authentiek Italiaans pizzarestaurant, Pizzeria Sofia, nadat zij een opleiding volgde aan de Pizza Napoletana Verace Academie in Napels. 

## Waardering
Door Gault Millau werd Beudaert op 12 november 2012 uitgeroepen tot De jonge topchef van Vlaanderen 2013 en kreeg het restaurant een notatie van 17 op 20 in de gids. Een week later, op 19 november 2012, kende Michelin het restaurant een eerste Michelinster toe. Voor de gids van 2014 waardeerde GaultMillau het als beste groenterestaurant van België.
Trattoria La Bicicletta kreeg op 23 november een score van 13 op 20 in de Gault Millau van 2021.
Anno 2023 werd Table d'Amis opnieuw bekroond met een Michelinster. 